# والتر شتاينر (متزلج قفز)
والتر شتاينر هو متزلج قفز سويسري، ولد في 15 فبراير 1951 في Wildhaus ‏ في سويسرا.

## وصلات خارجية
- والتر شتاينر على موقع الاتحاد الدولي للتزلج (القفز التزلجي) (الإنجليزية)
- والتر شتاينر على موقع أوليمبيديا (الإنجليزية)
- والتر شتاينر على موقع IMDb (الإنجليزية)
- والتر شتاينر على موقع ألو سيني (الفرنسية)
- والتر شتاينر على موقع أول موفي (الإنجليزية)
- والتر شتاينر على موقع قاعدة بيانات الأفلام السويدية (السويدية)
- والتر شتاينر على موقع قاعدة بيانات الفيلم (الإنجليزية)
- والتر شتاينر على موقع كينوبويسك (الروسية)